# Kodak DCS 460

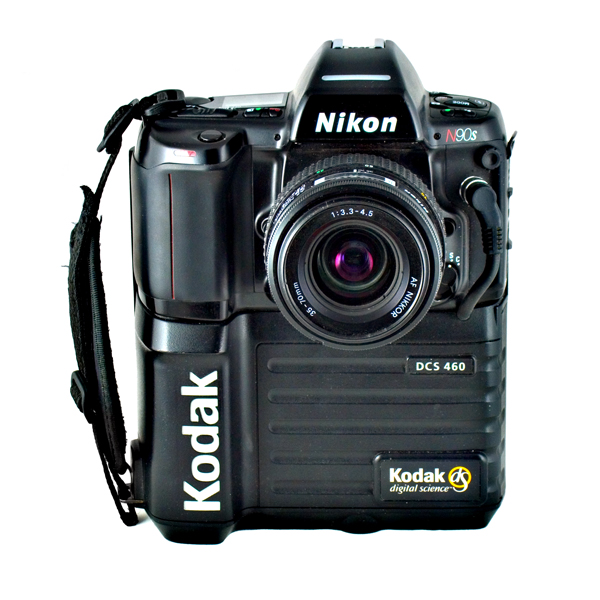
Kodak DCS 460

Macchina fotografica professionale digitale Kodak con sensore in formato APS-H (27.6 mm x 18.4 mm). Commercializzata dal 1997.
In grado di salvare file su memorie con connessione PCMCIA (molto costose, tipicamente da 340 mb), si connette ai pc con porta SCSI. Non permette di vedere a monitor l'immagine scattata. 
Le sensibilità iso utilizzabili sono, 80 ISO per la versione a colori (DSC 460C) e 160 ISO per la versione bianco e nero (DSC 460B), la risoluzione massima è di circa 6 mpx (3060 x 2036). Una foto a colori ad 8 bit scattata da questa macchina pesa circa 18 mb e ben 36 se a 12 bit, la versione bianco e nero esportava file da 6 mb.
È possibile scattare a raffica con cadenza inferiore ad 1fps, il secondo frame viene scattato dopo 1,6 secondi, la terza foto dopo circa 8 s dalla precedente.
La macchina ha baionetta nikon F e usa lenti Nikon af.
Nota ai più per essere stata utilizzata sulla stazione spaziale ed immortalato stupende immagini della Terra fra cui quella del Monte Fuji